# 大浜 (標的艦)
大浜/大濱（おおはま/おほはま）は、日本海軍の標的艦。大浜型標的艦の1番艦で、艦名は広島県因島にある「大浜埼」に由来する。

## 計画
前型の「波勝」では速力が19.3ノットにとどまり、
用兵側では高速爆撃標的艦の要望があった。
これにより改⑤計画で計画された標的艦5隻の1番艦である。
計画番号はJ36。
前型は復原性能にも不安があったため、その点も十分考慮された。
1942年12月16日時点での基本計画当初の要目は以下のようになった(その後に変更があった主な要目のみをここでは記述)。
- 排水量：基準2,560英トン、公試2,950トン、満載3,159トン
- 吃水：公試平均4.10m、満載平均4.30m
- 速力：33ノット
- 燃料：重油500トン
- 航続距離：4,000カイリ/18ノット
- 兵装：13mm連装機銃2基[21]

詳細設計の段階である程度の簡易化も考えられ、1944年の秋に護衛艦としても使用できるよう計画変更となった。

## 艦型
船体は前甲板での防御甲鈑の位置を低めるために平甲板型とされ、
簡易化のため直線型の艦首となった。
防御上の観点から舷窓は廃止し、
居住性確保のため冷却設備を装備する予定だった。
防御は4,000mからの爆撃で投下される10kg演習弾に耐えることが求められ、「矢風」や「摂津」の訓練実績を元に、当たっても防御鋼鈑が軽く凹む程度の厚さが計算された。
上甲板のうち爆弾の当たる可能性のある部分やその上に設置された防御甲板には25mmDS鋼が張られ、傾斜部分などは更に薄くされた。
防御甲板の高さも復元性能の観点からなるべく低くされ、中央の缶室部分は下に短艇を搭載できる高さがあったが、それより後部は中央部分のみを通路として使用できる高さにして、それ以外は甲板下が保守点検のできる程度の高さ800mmに抑えた。
また防御甲板は、鋲接構造にすると爆弾の当たった時の衝撃で鋲が飛ぶ恐れがあるので、全溶接構造で作られた。
爆撃訓練時に人のいる艦橋や居住区、トイレなどは、防御鋼鈑との間に空所が設けられ、スプリンター対策を施した。
舷側部分は18mmMS鋼とされ、「波勝」の舷側は傾斜が10度あったが、本艦では復元性能を考慮して5度に減らされた。
機関は秋月型駆逐艦と同じものを使用、当初33ノットを計画した。
また機関配置は陽炎型駆逐艦と同じにして、機関室の長さを最小とすることを目指した。
艤装工事の途中で護衛艦にも使用できるように計画が変更され、
竣工時より甲板上に多数の機銃が配置された。
対潜兵装として爆雷投射台、爆雷投下軌条も装備された。
弾薬庫は冷却設備のスペースを当て、爆撃訓練時には高角砲と3連装機銃は陸揚げし、単装機銃は艦内保管の予定だった。
これら兵装増備で艦の重量が増え、公試排水量は当初の2,950トンから3,070トンの計画になり、公試吃水は0.13m増、速力は0.5ノット減少、航続距離は50カイリ減少する予定となった。
しかしながら、元々復元性能に余裕があることで多くの兵装を追加することができた。

## 艦歴
仮称艦名第5411号艦、艦種は特務艦、標的艦に類別。1945年（昭和20年）1月10日、三菱重工横浜造船所で竣工した。同日横須賀鎮守府籍となり連合艦隊付属に編入される。
3月、東京湾で標的としての任務を開始。だが、2週間ほどで燃料がつきて回避運動が行えなくなり、以降は木更津沖に錨泊して標的となった。その後、爆撃訓練自体も中止となり、6月以降は横須賀沖のブイに係留された。7月15日、横須賀が爆撃を受け、「大浜」では後部マスト直上で炸裂した爆弾の破片により28名が戦死した。その後、「大浜」を三陸へ移し、搭載兵器は他へ転用することが決定された。8月3日に横須賀を出航し、「宗谷」と同行して8月5日に女川港に入港。この航海の際は大豆油を燃料として使用した。8月9日、女川は空襲を受け、「大浜」は直撃弾2発と多数の至近弾を受けて浸水し、60度ほど傾いた状態で擱座沈没した。または、8月9日 に宮城県の女川港に入港したが敵機の攻撃を受け浸水により着底（または被爆擱座、横転）。そのまま終戦を迎えた。同年9月15日に除籍され、その後解体された。

## 歴代艦長
艤装員長
1. 山川良彦 中佐：1944年11月15日[31] - 1945年1月10日[32]

特務艦長
1. 山川良彦 中佐：1945年1月10日[32] - 1945年7月22日[33]、以後艦長の発令は無い。

## 同型艦
同型艦として本艦を含め5隻の建造が計画された。
- 大指（おおさし[34]/おほさし[35]）

仮称艦名第5412号艦。1944年（昭和19年）1月7日三菱重工横浜造船所で起工、1945年（昭和20年）2月26日に進水したが同年6月23日工事中止命令。戦後の1946年3月6日横浜港内で漂流し、山汐丸と衝突して浸水着底した。艦名は宮城県石巻市にある追波湾北東の大指埼に由来する。
以下は1944年（昭和19年）5月5日に計画中止となった未起工艦3隻の予定艦名。
- 矢越（やごし）：仮称艦名第5413号艦。北海道松前半島にある矢越岬に由来する艦名[37]。
- 安乗（あのり）：仮称艦名第5414号艦。三重県志摩半島にある安乗埼に由来する艦名[38]。
- 大畠（おおばたけ）：仮称艦名第5415号艦。山口県屋代島と本土の間にある大畠瀬戸に由来する艦名[39]。